# Estrid Hein
Estrid Hein (29. juli 1873 på Øregård i Hellerup - 25. juli 1956 i Rungsted) var en dansk læge og kvindesagsforkæmper.

## Familie og uddannelse
Estrid var datter af højesteretssagføreren Octavius Hansen (1838-1903) og Ida Wulff (1845-1924). I 1890 blev hun student fra Lyceum og i 1896 tog hun medicinsk embedseksamen. I en årrække uddannede hun sig på farbroderen Edmund Hansen Gruts øjenklinik. Herefter studerede hun ved forskellige øjenklinikker i England, Holland, Tyskland og Østrig i halvandet år. Hun praktiserede fra januar 1898 i København og i 1906 oprettede hun sin egen privatklinik.

## Kvindebevægelsen
Estrid blev som mange andre social interesserede, samtidige kvinder grebet af interesse for kvindebevægelsen. I 1909-16 var hun formand for Dansk Kvindesamfunds Københavnskreds. Hun var endda også flere gange medlem af hovedbestyrelsen og fra 1933 og frem sad hun her som repræsentant for Københavnskredsen.
Som medlem af Den skandinaviske familieretskommission gjorde hun ydermere et stort arbejde for ægtefællers retslige ligestilling.
Hun var også medlem af Steralisationskommissionen og i 1922 blev hun medlem af Folkeforbundets kommission til beskyttelse af børn og unge. Fra 1933 blev hun medlem af Danske kvinders nationalråd.

## Ægteskab og børn
Den 21. september 1896 giftede Estrid sig med ingeniøren Hjalmar Hein (5. januar 1871 - 11. november 1922). Den 16. december 1905 blev hun mor til multitalentet Piet Hein.